# Florence FC 1898
Florence FC 1898 – włoski klub piłkarski, mający swoją siedzibę w mieście Florencja, w środku kraju.

## Historia
Chronologia nazw:
- 1898: Florence FC 1898
- 1916: klub rozwiązano
- 2010: Florence FC 1898

Klub piłkarski Florence FC 1898 został założony we Florencji 26 maja 1898 roku przez najlepszych angloamerykańskich sportowców mieszkających we Florencji, wraz z dużą grupą florenckich arystokratów. Na początku istnienia zespół grał przeważnie spotkania z innymi drużynami florenckimi. W 1908 startował w Terza Categoria, gdzie zajął drugie miejsce w grupie Toscana. W sezonie 1915/16 mistrzostwa zostały zawieszone z powodu I wojny światowej. Po zakończeniu wojny klub nie odnowił działalności.
26 maja 2010 klub został odrodzony jako Florence FC 1898. Z inicjatywy klubu odbywa się corocznie turniej charytatywny Florence Football Cup w prestiżowych części Florencji takich jak Piazza Santa Croce, Stadio Artemio Franchi i Giardino Torrigiani.

## Sukcesy

### Trofea międzynarodowe
Nie uczestniczył w rozgrywkach europejskich (stan na 31-05-2017).

### Trofea krajowe
| \| \| Zdobyte trofea w rozgrywkach Włoch (stan na: 31-05-2017) \| |                                                          |      |          |
| Rozgrywki                                                         | Osiągnięcie                                              | Razy | Sezon(y) |
| · Mistrzostwo                                                     | I miejsce                                                | 0    |          |
| · Mistrzostwo                                                     | II miejsce                                               | 0    |          |
| · Mistrzostwo                                                     | III miejsce                                              | 0    |          |
| · Puchar                                                          | zdobywca                                                 | 0    |          |
| · Puchar                                                          | finalista                                                | 0    |          |
| II liga                                                           | I miejsce                                                | 0    |          |
| II liga                                                           | II miejsce                                               | 0    |          |
| II liga                                                           | III miejsce                                              | 0    |          |
| Włochy                                                            | Zdobyte trofea w rozgrywkach Włoch (stan na: 31-05-2017) |      |          |

- Terza Categoria:
  - wicemistrz (1x): 1908 (grupa toscana)

## Stadion
Klub rozgrywa swoje mecze domowe na boisku Giardino Torrigiani we Florencji. Wcześniej grał większość swoich spotkań na łące 
Quercione w parku Cascine